# Мицубиши A6M
Мицубиши А6М е японски лек палубен изтребител – моноплан от периода на Втората световна война и е може би най-известният японски самолет от тези години. Произвеждан серийно от 1940 до 1945 г., от него са произведени 10 449 единици. Известен като А6М Рейзен (по-правилно Рейшен – от Rei shiki Kanjo sentoki, 零式艦上戦闘機 – „морски палубен изтребител тип 0“), той участва практически във всички въздушни сражения на японския императорски флот през Втората световна война, като в първите години превъзхожда по тактико-технически данни самолетите на съюзниците.. Американците му дават кодовото име „Зик“ (Zeke), но сред пилотите е известен като „Зеро“ (Zero, на английски: „Нула“), „Hamp“ и „Hap“. До появата на P-38 „Лайтнинг“ в края 1942 г., А6М диктува условията във въздуха на Тихоокеанския театър на бойните действия, но в края на войната вече е остарял и все по-трудно се справя със съюзническите изтребители. Подобно на повечето типове самолети А6М също е използван като самолет за камикадзе.

## 12-Ши
Благодарение на войната с Китай от 1937 г. японското командване и особено това на военноморския флот бързо разбира, че работата над нов самолет трябва да се започне тогава, когато предхождащия го модел все още се приема на въоръжение. И затова веднага след приемането на въоръжение на Мицубиши A5M (известен и като тип 96) през 1936 г. се формулират новите технически изисквания към новия самолет, които получават обозначението 12-Ши. 12-Ши означава, че изискванията са приети през 12 година от ерата Шьова, т.е. дванайсетата година от управлението на император Хирохито (2597 г. по японския календар или 1937 г. по Григорианския календар). Новият самолет е създаван с две цели: за прехват на вражеските бомбардировачи и за съпровождане на своите, и затова той трябва да превъзхожда всички бойни самолети на евентуалния противник. Изискванията 12-Ши са за самолет с размах на крилата не повече от 12 м и максимална скорост не по-малко от 500 км/ч (или 270 възела, тъй като скоростомерите на японската морска авиация са калибрирани в морски възли) на височина 4000 м. Самолетът трябва да набира височина от 3000 м за не по-малко от 3 минути и 50 секунди, а времетраенето на полета трябва да е 1,2 – 1,5 часа на същата височина с максимални товар и скорост. С допълнителен горивен резервоар под тялото той трябва да остава близо 2 часа във въздуха с форсиран двигател и 6 – 8 часа при икономичен режим на полета. Освен това са предявени много високи изисквания за маневреността му. Предвижда се въоръжението му да бъде от две 20-мм оръдия и 2 7,7-мм картечници, като освен това трябва да може да носи две бомби от по 30 кг или една от 60 кг. Предявени са изисквания и относно бордовата апаратура. Както и при разработката на А5М, относно масата на самолета не са поставени никакви ограничения, тъй като японците са се убедили от опита си, че те сковават конструкторската мисъл, което води до създаването на посредствени самолети.

## Създаване
Разработката на самолет, който да отговаря на 12-Ши е предложена на 19 май 1937 г. едновременно на две фирми – Мицубиши Дзукогьо Кабушики Кайся и Накаджима Хикоки К.К. След консултации в Щаба на морската авиация (Кайгун Коку Хомбу) и разбор на изводите от тях, на 17 януари 1938 г. двете фирми получават официална поръчка за разработката и производството на самолета. От Накаджима обаче отказват практически веднага, тъй като конструкторите от фирмата смятат поръчката за неизпълнима. След отказа на Накаджима, Мицубиши получава монополното право над разработката и строежа на новата машина, но не бързат с тях, тъй като всички сили са хвърлени върху проектирането на нов бомбардировач по спецификацията 11-Ши. След силен натиск от страна на военните, работата върху бомбардировача е изоставена и усилията се насочват към изтребителя.
Проектирането му е възложено на група, ръководена от 34-годишния конструктор Джиро Хорикоши, който въпреки младостта си е достатъчно опитен. При работата си над новия изтребител, групата се осланя на опита си, придобит при проектирането на предходния модел А5М. Главният проблем, с който се сблъскват конструкторите, е изборът на двигател. Тъй като според 12-Ши двигателят за новия изтребител трябва да се намира вече в серийно производство, се налага да се избира от три двигателя: Мицубиши Дзуйсей-13 с мощност 887 к. с. (652 кВт), Накаджима Сакае-12 (938 к. с., 690 кВт) и Мицубиши Кинсей-42 (1014 к.с, 748 кВт при земята и 1085 к. с., 798 кВт на височина 1000 м). И трите са 14-цилиндрови, двуредови звездообразни двигатели с въздушно охлаждане. Отначало е избран Мицубиши Кинсей-42 като най-мощен, но военните решават, че има много малка относителна мощност и тогава Хорикоши избира Мицубиши Дзуйсей-13, тъй като не иска да ползва двигател на конкурентна фирма. Този двигател е монтиран на първите два прототипа на машината.
Цялата концепция на проектиране и дизайн на самолета е подчинена на максималното олекотяване на машината и осигуряване на по-добра маневреност и за тази цел са използвани всички известни технически решения и достъпни технологии. Със същата цел е решено крилото да бъде изработено като едно цяло, а не като две отделни конструкции, като така не се налага да се усилват местата за скрепление между двете крила. Самолетът се изработва от дуралуминий тип T-7178, специално разработен за този тип машини от концерна Сумимото, който е изключително лек и здрав. Единственият му проблем е, че е по-податлив на корозия, но с оглед на периода на живот на самолетите от това време (4 – 5 г.), това не е пречка според военните. Все с оглед на намаляването на теглото горивните резервоари на самолета не са защитени, както и гърбът на пилотското кресло не е брониран, което доста намалява способността на машината да понася бойни повреди.
За въоръжение са избрани намиращите се тогава в производство 7,7-мм картечници тип 97, които са лицензен вариант на английската 7,7-мм Vickers Class E и 20-мм оръдия тип 99 (лицензен вариант на швейцарското 20-мм Oerlikon FF). С това въоръжение А6М става най-тежко въоръженият палубен изтребител в началото на войната.
Единайсет месеца след началото на работата по 12-Ши, самолетът е готов и на 16 март 1939 г. започват стендовите му изпитания. Тъй като край завода няма летателна писта, машината е разглобена и с две волски каруци е превозена до намиращия се на 40 км армейски полигон Кагамигахара, където отново е сглобена и на 1 април 1939 г. започват полетните изпитания. По време на изпитанията се оказва, че скоростта на самолета е по-ниска от изискваната. Военните настояват на машината да се монтира двигателят на Накаджима Сакае-12 и Хорикоши е принуден да се подчини. Първият самолет с новия двигател излита на 28 декември 1939 г. и характеристиките му надминават очакваното. Новият самолет с двигател Накаджима Сакае-12 е приет на въоръжение под обозначението А6М2 модел 11 и е поръчана предварителна серия. Войсковите изпитания на самолетите А6М2 започват практически веднага, тъй като в това време в Китай все още се водят бойни действия.

## Имената на изтребителя
Мицубиши А6М е известен с много имена. Официалното му обозначение според приетата в японския флот класификация е Rei shiki Kanjo sentoki, 零式艦上戦闘機 – морски палубен изтребител тип 00, което означава че е приет на въоръжение през 2600 г. по японското летоброене (1940 г. по Григорианския календар). Японците го наричат Рей-сан („рей“ – нула) или (особено пилотите) Зеро-сан (от английската (zero) и френската (zéro) думи за нула, станали известни на японците през 19 в. от английски и френски инженери). Сигнатурата А6М означава: „А“ – палубен изтребител, 6 – шестият модел от този клас, разработен за имперския флот, „М“ – от името на производителя Мицубиши. Официалното кодово име дадено на самолета от съюзниците е Зик (Zeke) в съответствие с практиката на японските изтребители да се дават мъжки имена (на бомбардировачите женски, на планерите – имена на птици, а на тренировъчните самолети – имена на дървета). Два от по-късните варианти на изтребителя, които не са своевременно идентифицирани като негови модификации, получават собствени кодови имена: Ръф (Rufe) за A6M2-N (версия на А6М2 като хидросамолет) и Хемп (Hamp) за A6M3 модел 32. Тъй като външният вид на A6M3 модел 32 е леко променен, след появата му съюзниците решават, че това е нов тип изтребител и му дават кодовото име Хеп (Нар), което намеква за прозвището на началник-щаба на армейската авиация на САЩ Хенри „Хеп“ Арнолд (Henry Harley „Hap“ Arnold). Той от своя страна не е особено доволен и прави всичко възможно кодът да бъде заменен с Хемп (Hamp). За негова радост през декември 1942 г. в Нова Гвинея в ръцете на съюзниците попада един A6M3 модел 32, те разбират грешката си и на самолета е дадено кодовото име Зик 32 (Zeke 32).
Името, с което този самолет е най-известен и днес, е А6М Zero.

## Бойна биография

### Китай
Предсерийните А6М2 пристигат в Китай през юли 1940 г. и на 19 август е първият боен полет (съпровождане на бомбардировачи), но китайското разузнаване вече е предупредило за появата на новия изтребител и активността на китайската авиация е намалена. Затова бойният дебют на Зеро става на 13 септември, когато разузнавателен самолет съобщава за група от 30 китайски изтребители над летището край Чунцин. 13 А6М2, в това време съпровождащи група бомбардировачи, променят курса и влизат в бой с китайските изтребители, които са от типовете И-152 / И-153 и И-16, всички съветско производство. Боят продължава около 30 минути и завършва с 27 свалени китайски машини без нито една японска загуба (4 Зеро са леко повредени). До края на сраженията в Китай самолетите А6М се сражават още много пъти, изпълнявайки типови задачи от свободен лов и съпровождане на бомбардировачи до разузнаване. Равносметката след края на бойните действия е впечатляваща – А6М2 „Зеро“ свалят 103 противникови самолета и унищожават 163 на земята, при собствени загуби от три самолета, свалени от зенитната артилерия на китайците.

### Пърл Харбър и първите дни на войната
Войната в Тихия океан започва на 8 декември токийско време (в Пърл Харбър все още е 7 декември) с японското нападение над Пърл Харбър – американска военноморска база, намираща се на Хавайските острови. То е осъществено изключително от самолети от палубната авиация, излетели от шест самолетоносача: Акаги, Кага, Хирю, Сорю, Шокаку и Дзуйкаку. В първата вълна на атаката участват и 43 изтребителя А6М2 модел 21, водени от майор Шигеру Итая. Тяхната задача е да осигурят въздушното прикритие на бомбардировачите и торпедоносците, атакуващи корабите. Но понеже атаката е напълно изненадваща, изтребителите от първата вълна нямат почти никаква работа – във въздуха в това време се намират само един самолет-наблюдател и три учебни самолета на американците, които веднага са свалени. Поради липсата на цели във въздуха, японците атакуват самолетите по летищата. Подобно е положението и при самолетите от втората вълна, в която участват 36 А6М2, излетели от четири самолетоносача (изтребителите от Шокаку и Дзуйкаку не участват във втората вълна на атаката, а по заповед на адмирал Нагумо осигуряват въздушното прикритие на авионосната група). На връщане самолетите, излетели от Сорю, се сблъскват с американски изтребители и свалят два P-36, но губят в боя и две свои машини. А6М2 от „Хирю“ също водят въздушен бой, но с P-40, и успяват да свалят два от тях. В този бой е тежко повредена машината на подофицера 1 клас Шигенори Нишикайши, който каца принудително на о-в Ниихау, където обграден от американските войници се самоубива с харакири, за да не бъде пленен.
Ударът върху Пърл Харбър е изключително тежък. Американският флот е почти унищожен, същото се отнася и до тихоокеанската авиация. След края на войната обаче става ясно, че броят на заявените от японските летци унищожени противникови самолети (особено тези на земята) е доста завишен. Според т.нар. „Рапорт на комисията Робъртс“ загубите на армейската авиация са: 18 унищожени бомбардировача и 19 повредени; изтребители – 57 унищожени и 53 повредени; машини от други класове – 4 унищожени и 6 повредени. Морската авиация губи 92 самолета (във въздуха и на земята), а още 30 са повредени, но подлежат на възстановяване.
На връщане от Пърл Харбър от ескадрата се отделят самолетоносачите Сорю и Хирю и се отправят към атола Уейк, където има друга американска база и в периода 21 – 23 декември самолетите им неколкократно я бомбардират. Заявени са две въздушни победи на А6М2, този път над F4F-3 Wildcat.
Освен Пърл Харбър в първия ден на Тихоокеанската война, са атакувани и американските летища във Филипините, направлението, в което Япония концентрира силите си в следващите месеци. Първият удар е по летищата Иба и Кларк край Манила, където Зеро участва в ролята на въздушно прикритие на бомбардировачите G4M. При този налет са свалени 10 американски изтребителя и отново са атакувани самолетите на земята, като са загубени два свои. На 10 декември отново са атакувани летища край Манила – този път Никол и Нилсън, в която атака участват 34 А6М2 и в завързалите се въздушни боеве свалят седем филипински и американски машини.

### Войната в Тихия океан
Мицубиши А6М участва във всички битки на японския флот по време на войната. Той се бие при Сингапур като до края на боевете за острова (30 януари) японците извършват 150 бойни полета (общо всички самолети), при които са свалени 40 вражески самолета и 30 са унищожени на земята, при собствени загуби 5 А6М2, 1 разузнавателен C5M1 и 4 бомбардировача G3M.
В периода февруари – юни 1942 се сражава при рейдовете на самолетоносачите на Нагумо срещу съюзническите бази в Тихия океан. Първият е срещу базата в Порт Даруин (Австралия) на 19 февруари. В атаката участват 36 А6М2. При удара са свалени 9 Р-40, 2 са унищожени на земята, както и 7 австралийски бомбардировача. Загубен е един Зеро и един D3А1. Вторият рейд е през април срещу базите на остров Цейлон. При него японските пилоти заявяват над 80 победи, но всъщност числото отново е завишено. Реалните загуби на съюзниците са около 45 самолета, а японските – 18, в това число 5 А6М2, както и в боевете за Рабаул, Нова Гвинея (При тях са свалени над 300 съюзнически самолета (болшинството Р-39 и Р-40) при японски загуби 20 машини.).
Бие се и в битката в Коралово море (в това сражение е свален първият Зеро от изтребител на американския военноморски флот), битката при атола Мидуей, при Алеутските острови, Гуадалканал, Маршаловите острови, Марианските острови, Филипините, Иво Джима и Окинава. В тези сражения самолетът се представя от най-добрата си страна, но навлизането на нови, по-съвършени типове самолети в съюзническите сили, постепенно слага край на господството му във въздуха, за да се стигне в края на войната до незавидното съотношение 10:1, т.е. десет свалени японски самолета на един съюзнически. За това съотношение освен слабата защитеност на А6М причина е и липсата на опитни пилоти в Япония в края на войната.
Но в началото на войната американските пилоти избягват срещите със Зеро. За борба с този изтребител те използват тактиките удряй и бягай и „Плетката на Тач“ (Thach Weave). Втората е наречена така в чест на изобретателя ѝ Джон „Джими“ Тач (John Smith „Jimmy“ Thach) и за изпълнението ѝ са нужни минимум два самолета, летящи на разстояние 60 м встрани един от друг. Когато А6М заеме позиция зад единия от тях, двата самолета завиват един срещу друг. Ако японския изтребител продължи да преследва целта си, той попада в прицела на другия самолет. Използването на тази тактика дава резултат и помага да се удържи положението до постъпването на новите типове изтребители на въоръжение.
Японските пилоти са наясно с добрите и лошите страни (изключителната маневреност и слабата защитеност) на своя изтребител. Ето какво си спомня най-добрият японски ас Сабуро Сакаи за една от срещите си с Grumman F4F Wildcat:
| „ | Аз бях напълно уверен в способността си, че мога да унищожа „Груман“-а и реших да сваля вражеския изтребител, използвайки само 7,7-мм картечници. Поставих предпазителя на 20-мм оръдия в позиция „изкл.“ и се приближих. По някаква непонятна причина, дори след като бях изстрелял петстотин или шестстотин куршума право в Груман-а, самолетът не падаше и продължаваше полета си. Помислих, че това е много странно – такова нещо не се бе случвало по-рано. Започнах да съкращавам разстоянието между самолетите дотогава, докато вече ми се стори, че мога да протегна ръка и да пипна Грумана-а. За моя изненада, кормилната плоскост и опашката бяха станали на парцали и изглеждаха като стара прокъсана дрипа. Не беше учудващо, че със самолет в това състояние, пилотът не можеше да продължи боя. Ако „Зеро“ беше получил толкова куршуми, отдавна би се превърнал в огнено кълбо | “ |

Сакаи и много други пилоти, често не вземат в полет парашути, за да олекотят още повече самолета, което води до загубата на опитни летци. Проблемът е сериозен, тъй като японските пилоти се обучават по-дълго от съюзническите.

## Модификации

### A6M1 тип 0 Прототипи
Първият прототип А6М1 е готов през март 1939 г. Има двигател Мицубиши Дзуисей-13 с двулопатен винт с изменяема стъпка. Първият полет е на 19 септември, изпитанията му приключват изключително бързо и през септември е предаден за тестове на флота. Забележката е само една – да се смени двулопатната перка с трилопатна, за да се избегнат забелязаните при изпитанията вибрации.

### A6M2 Модел 11
В тази модификация е сменен двигателят с по-мощния Накаджима Сакае 12, тъй като военните все пак решават, че скоростта на самолета е по-ниска от нужната. Самолетът с новия двигател излита на 28 декември 1939 г. и характеристиките му надминават очакваното. Новият самолет с двигател Накаджима Сакае-12 е приет на въоръжение под обозначението А6М2 модел 11 и е поръчана предварителна серия. Самолетите, направили невероятния си дебют в Китай, са от тази модификация.
По същото време американското разузнаване съобщава за новия японски изтребител и добрите му характеристики, но военното командване не поглежда сериозно на тези съобщения, защото не вярва, че японците са способни да създадат такъв самолет.

### Накаджима A6M2-N Ръф (Rufe)
През есента на 1940 г. флотът поръчва на фирмата Каваниши създаването на едноместен хидросамолет-изтребител по спецификацията 15-Ши, който трябва да действа на атолите, където създаването на брегови летища е невъзможно. От Каваниши се забавят с разработката и затова поръчката е предложена и на Накаджима, където вече се развръща серийното производство на А6М2. През февруари 1941 инженерите Ниитака и Таджима започват проектирането на новия самолет като използват за база А6М2. Планерът и двигателят на самолета остават непроменени, леко е увеличена площта на опашното оперение, за да се съхрани маневреността на самолета, пострадала заради монтираните поплавъци. Шасито е свалено, а на негово място под фюзелажа е монтиран голям поплавък на широк пилон и V-образна стойка. На крилата са монтирани два стабилизиращи поплавъка. Внесени са и други малки изменения, като въоръжението се запазва същото. Първият полет на новата машина е в деня на атаката срещу Пърл Харбър – 8 декември (японско време) 1941 г. Изпитанията на построените 4 прототипа са успешни и на 2 юли 1942 г. самолетът е приет на въоръжение под името морски тип 2 хидросамолет-изтребител модел 11 – Ни-Шики Шуйдзьо Сентоки (накратко Ни-Шики Шуйсен или A6M2-N модел 11). Независимо от увеличените излетна маса и челно съпротивление, хидросамолетът се оказва учудващо бърз и маневрен.
Първите A6M2-N са изпратени на Соломоновите острови, но са загубени почти веднага, след налет на американски бомбардировачи B-17. A6M2-N се сражават с успех при превземането на Алеутските острови Ату и Киска, както и на други места от Тихоокеанския театър. Към края на войната те са използвани главно като учебни, но понякога влизат в ролята на прехващачи, излитайки от езерото Бива на о-в Хоншу.
Освен четирите прототипа, общо до септември 1943 г. са произведени 327 самолета от този тип.

### A6M2 модел 21
Изпитанията, проведени през юли 1940 на самолетоносача Кага показват, че макар и размахът на крилете на А6М2 да позволява издигането на самолета на полетната палуба със стандартен подемник, просветът, който остава между крилете и палубата при издигането е изключително малък и е нужна огромна прецизност за извършването на тази операция – нещо невъзможно в реални бойни условия. Затова от ноември 1940 г. от 65-ия произведен самолет нататък, краищата на крилата се правят сгъваеми (линията на прегъване е на 50 см от края на крилото) и А6М2 стават напълно пригодими за използване от самолетоносачи. Внесени са още някои дребни подобрения и модификацията получава обозначението A6M2 модел 21. От нея са произведени 740 екземпляра от Мицубиши и 800 от Накаджима.

### A6M3 модел 32
В края на 1942 г. ситуацията започва да се променя неблагоприятно за Япония. След разгрома при Мидуей, затегналите се сражения при Гуадалканал и кампанията в Нова Гвинея, силите на японците са отслабени, а в същото време на въоръжение на съюзниците започват да постъпват все по-добри типове изтребители.
Японското командване още по-рано осъзнава проблема и вижда изход от създалата се ситуация в модернизирането на съществуващите образци бойна техника. Модернизацията не подминава и А6М. От Накаджима създават подобрена версия на двигателя Сакае – Сакае-21 с мощност 1146 к.с. (843 кВт) и двустепенен компресор, позволяващ подобряване на работата на двигателя на големи височини. Сакае-21 е монтиран на А6М2 и самолетът с новия двигател получава обозначението A6M3 модел 32. Заради компресора двигателят е малко по-тежък и дълъг, което премества центъра на тежестта на самолета прекалено далеч напред. Поради това са скъсени с 20 см закрепващите връзки на двигателя към моторамата и той се премества по-близо до кабината, като това води до известно намаляване на обема на главния горивен резервоар. Променена е и конструкцията на кожуха на двигателя. Въздухозаборникът за карбуратора е преместен отгоре, като за това се налага да бъдат преработени отверстията за дулата на картечниците, тъй като се закриват и в кожуха са направени характерни канали, позволяващи им да стрелят.
Друга промяна е скъсяването на крилата. Те са изрязани по линията на прегъване (вж. A6M2 модел 21), като площта им е намалена от 22,44 м2 на 21,53 м2. Това довежда до леко снижаване на маневреността, но увеличава скоростта и скороподемността.
Промяна има и във въоръжението – от четвъртата машина от тази модификация започват да се монтират модернизираните оръдия Тип 99 модел 1 модификация 4 с по-голяма вместимост на барабани за снарядите – бойният запас се увеличава до 100 изстрела на оръдие, за разлика от предишните 60. Тъй като новите барабани на монтираните в крилата оръдия са по-големи, се налага да бъдат закрити с обтекател.
Всички тези промени изменят силуета на машината и съюзниците ѝ дават кодовото име Хеп (Хар), но скоро разбират грешката си и променят кодовото име на Зик 32 (Zeke 32).
Първият прототип от тази модификация излита през юни 1942 г., а серийното производство започва през юли, като са произведени общо 343 машини от този модел.

### A6M3 модел 22
След загубата на самолетоносачите при Мидуей, на самолетите им се налага да действат от сухопътни бази, като летят на големи разстояния. За да бъде компенсиран намаленият (вследствие намаляването на вместимостта на горивния резервоар) радиус на действие, на самолетите от модел 32 отново започват да се използват крила със сгъваеми краища. В удължените крила са разположени два допълнителни горивни резервоара с вместимост 45 литра всеки, което довежда и до леко увеличаване на теглото на самолета.
На някои машини са монтирани усъвършенствани оръдия Тип 99 модел 2 модификация 3 с удължен ствол, и увеличена скорострелност. Тези Зеро получават обозначението „модел 22а“ („модел 22ко“). Предприети са опити за монтирането и на по-мощни оръдия. На няколко прототипа („модел 22б“) са поставени 30-мм оръдия Тип 5, но слабата конструкция на крилото не издържа силата на отката на мощните оръдия.
От модификацията A6M3 модел 22 са произведени 560 екземпляра.

### A6M4
Обозначението A6M4 е дадено на два A6M2 оборудвани с експериментален модел на двигателя Sakae с турбокомпресор за използване на големи височини. През 1943 г. с разработката и тестовете на двата прототипа се заема 1-ви технически арсенал на морската авиация (Дай-Ичи Кайгун Гиджицусьо) в Йокосука. Недостигът на необходимите сплави за производството на турбокомпресорите налага разработката да бъде прекратена, но данните, получени при работите над нея са използвани по-късно в производството на по-технологичния А6М5 и позволяват да се ускори разработката му, която в този момент се води в Мицубиши.

### A6M5 модел 52
Това е модификация на А6М3, на която е монтирано крило с по-малък размах, заоблени краища и усилена обшивка. Размахът на самолета става 11 м, площта на крилете – 21,3 м2, а усилената обшивка позволява да се увеличи скоростта при пикиране на 657 км/ч. Освен това е преработена и системата за отвеждане на изгорелите газове от двигателя – премахнат е общият колектор на изгорелите газове и на всяка двойка цилиндри е поставена по една отвеждаща тръба. Тази промяна прибавя още няколко километра към максималната скорост и повишава скороподемността. Тъй като горещите изходни газове бързо прогарят дуралуминиевата обшивка, се налага в областта на изходните тръби тя да бъде усилена със стоманен лист. След промените скоростта достига до 565 км/ч на височина 6000 м, като по този начин това става най-бързата модификация на Зеро. Общо построените машини от модификация A6M5 са 1701.

#### Варианти на A6M5
- A6M5a „Kou“ (Ко) – този вариант получава модернизираните оръдия Тип 99 модел 2 модификация 4 с лентово захранване и увеличен боен запас от 125 изстрела, както и са усилени някои слаби места в конструкцията на самолета, с цел постигането на още по-висока скорост при пикиране.
- A6M5b „Otsu“ (Оцу) – най-накрая самолетът получава брониране на кабината – поставено е 50-мм челно бронестъкло. Друга стъпка към намаляването на уязвимостта на машината е поставената пожарогасителна система с въглероден диоксид на горивните резервоари в тялото. Променено е и въоръжението – едната 7,7-мм картечница е сменена с 13,2-мм картечница Тип 3.
- A6M5c „Hei“ (Хеи) – за повишаване на огневата мощ в крилата са монтирани 2 13,2-мм картечници Тип 3, като е премахната останалата 77-мм картечница. Въоръжението на самолета вече е 2 х 20-мм оръдия и 3 х 13,2-мм картечници. На много самолети под крилата са монтирани направляващи релси за 10-кг неуправляеми ракети въздух-въздух. Бронирана е и седалката на пилота, а дебелината на бронестъклото в задната част на кабината достига 55 мм. Зад кабината на пилота е добавен още един горивен резервоар с вместимост 140 л.
- A6M5d-S – това е нощен изтребител, на който зад пилотската кабина е монтирано 20-мм оръдие Тип 99 модел 2 модификация 4 за обстрел на задната полусфера.

### A6M6c
Идентичен на A6M5c, но с двигател Накаджима Сакае-31a със система за впръскване на водно-метанолова смес и протектирани крилни горивни резервоари.

### A6M7
Модификация като изтребител-бомбардировач. На мястото, където се окача допълнителният горивен резервоар под тялото е монтиран бомбодържател, конструкция на Мицубиши, за една бомба с тегло до 250 кг, а допълните горивни резервоари се окачват под крилата. Усилена е обшивката в задната част и леко са променени опашните плоскости. Сменен е и прицелът на самолета. Двигатели използвани за тази модификация са както Сакае-31а и -31б с впръскване на водно-метанолова смес, така и обикновени Сакае 21. Обозначението на модификацията е А6М7 модел 63 (със Сакае-31) и А6М7 модел 62 (със Сакае-21).
Серийните машини от тези модификации постъпват в бойните части от май 1945 г. Използват се само от наземни бази и най-вече като камикадзе. В хода на боевете се оказва, че бомбодържателите имат един недостатък – често блокират, но от друга страна, това не вълнува особено пилотите камикадзе.

### A6M8
Версия с двигател Мицубиши Кинсей-62 (МК8Р) с мощност 1521 к. с. (1163 кВт). Предвиждано е тази модификация да изпълнява ролите на изтребител и щурмовик, но икономиката на Япония вече е разрушена и са произведени само два прототипа.

### Учебните варианти А6М2-К и А6М5-К
През ноември 1943 г. на базата на един от серийните А6М2 е готов първият учебен вариант А6М2-К, разработен по спецификацията 17-Ши, спусната от военните година по-рано. В тялото е направена втора кабина за инструктора зад мястото на пилота, уредите за управление са напълно дублирани. За олекотяване на машината са свалени двете 20-мм оръдия, като са оставени само 7,7-мм картечници. От края на 1943 г. започва производството на учебния вариант в заводите на Мицубиши, а от май 1944 г. и в заводите Хитачи. Няколко самолета А6М2-К са преработени в самолети буксировчици на мишени.
През септември 1944 г. от Хитачи разработват учебен вариант на самолета и на базата на модификацията А6М5, получил обозначението А6М5-К. Първият прототип излита през март 1945 г., но до края на войната са построени само 7 машини.
В края на войната болшинството учебни варианти са преработени в самолети за камикадзе.

## Основни тактико-технически данни на някои модели
| Характеристики                                                                        | А6М1 12-Ши                                                                | A6M2 Модел 21                                                                   | A6M3 Модел 22                                                              | A6M5c Модел 52c                                                                | A6M7 Модел 63                                                                  | A6M2-N                                                                    |
| ------------------------------------------------------------------------------------- | ------------------------------------------------------------------------- | ------------------------------------------------------------------------------- | -------------------------------------------------------------------------- | ------------------------------------------------------------------------------ | ------------------------------------------------------------------------------ | ------------------------------------------------------------------------- |
| Размах на крилете, м                                                                  | 12,00                                                                     | 12,00 / 10,955                                                                  | 12,00                                                                      | 11,00                                                                          | 11,00                                                                          | 12,00                                                                     |
| Дължина, м                                                                            | 8,790 / 8,575                                                             | 9,050                                                                           | 9,060                                                                      | 9,121                                                                          | 9,121                                                                          | 10,131                                                                    |
| Височина, м                                                                           | 3,490                                                                     | 3,525                                                                           | 3,570                                                                      | 3,570                                                                          | 3,570                                                                          | 4,305                                                                     |
| Площ на крилете, м2                                                                   | 22,438                                                                    | 22,438                                                                          | 22,438                                                                     | 21,300                                                                         | 21,300                                                                         | 22,438                                                                    |
| Маса празен, кг                                                                       | 1652                                                                      | 1745                                                                            | 1863                                                                       | 2155                                                                           | 2050                                                                           | 1921                                                                      |
| Нормална излетна, кг                                                                  | 2343                                                                      | 2421                                                                            | 2679                                                                       | 3150                                                                           | 3000                                                                           | 2460                                                                      |
| Двигател, мощност (к. с. / кВт)                                                       | Мицубиши Дзуисей 13 (811 / 597)                                           | Накаджима Сакае 12 (841/619)                                                    | Накаджима Сакае 21 (1024/754)                                              | Накаджима Сакае 21 (1024/754)                                                  | Накаджима Сакае 31 (1024/754)                                                  | Накаджима Сакае 12 (841/619)                                              |
| Максимална скорост, км/ч                                                              | 491                                                                       | 533                                                                             | 537                                                                        | 540                                                                            | 543                                                                            | 436                                                                       |
| Таван, м                                                                              | -                                                                         | 10.300                                                                          | 11.050                                                                     | 11.050                                                                         | 11.180                                                                         | 7960                                                                      |
| Въоръжение: - картечници (боен запас на ствол) - оръдия (боен запас на ствол) - бомби | - 2 x 7,7-мм Тип 97 (500) - 2 x 20-мм Тип 99 Мод.1 мод.3 (60) - 2 x 60 кг | - 2 x 7,7-мм Тип 97 (500 – 680) - 2 x 20-мм Тип 99 Мод.1 мод.3 (60) - 2 x 60 кг | - 2 x 7,7-мм Тип 97 (500) - 2 x 20-мм Тип 99 Мод.1 мод.4 (100) - 2 x 60 кг | - 3 x 13,2-мм Тип 3 (1х230, 2х240) - 2 x 20-мм Тип 99 Мод.2 (125) - 1 x 250 кг | - 3 x 13,2-мм Тип 3 (1х230, 2х240) - 2 x 20-мм Тип 99 Мод.2 (125) - 1 x 250 кг | - 2 x 7,7-мм Тип 97 (500) - 2 x 20-мм Тип 99 Мод.1 мод.3 (60) - 2 x 60 кг |